# Међународни дан борбе против вршњачког насиља
Међународни дан борбе против вршњачког насиља (енгл. International day against peer violence) је годишњи празник који се обележава сваке године, последње среде у фебруару, под називом Дан розих мајица.
Циљ обележавања овог дана је да се деци укаже на значај животних вредности као што су љубав, толеранција, разумевање, поштовање, емпатија, другарство, љубазност, захвалност, сарадња и да се те вредности развију код деце.Вршњачко насиље је општи друштвени проблем са којим се суочавају многа деца, а превенција је кључна.

## Историјат
Међународни дан борбе против вршњачког насиља или Дан розих мајица настао је 2007. године када су дечака Чака Мекнила из Канаде вербално и физички малтретирали вршњаци јер је дошао у школу у ружичастој мајици и на тај начин подржи своју мајку која је имала рак дојке. Тада су локални активисти купили 50 ружичастих мајица и поделили их његовим школским вршњацима који су их носили као подршку дечаку. У школу су деца почела да долазе у розе мајицама које су тако постале симбол борбе против вршњачког насиља у школама широм света.
Поводом овог дана у предшколским установама, основним и средњим школама и домовима ученика, у локалним заједницама, широм света, организују се превентивне активности на тему заштите од насиља и дискриминације.

## Платформа U-Report
U-Report у Србији је бесплатна платформа за дигитално извештавање, која прикупља и мапира мишљења младих у реалном времену путем анкета, а спроводи је УНИЦЕФ и његови партнери. Ракутен Вибер се придружио овој иницијативи кроз глобално партнерство са УНИЦЕФ-ом. Функционише тако што се анкетама може приступити путем Вибера.Платформа омогућава свима да путем порука из било којег дела света одговоре на упитнике, извештавају о проблемима, подрже права детета и активно учествују у променама за добробит заједнице.